# Oleria phenomoe
Oleria phenomoe är en fjärilsart som beskrevs av Doubleday 1847. Oleria phenomoe ingår i släktet Oleria och familjen praktfjärilar. Inga underarter finns listade i Catalogue of Life.

## Bildgalleri

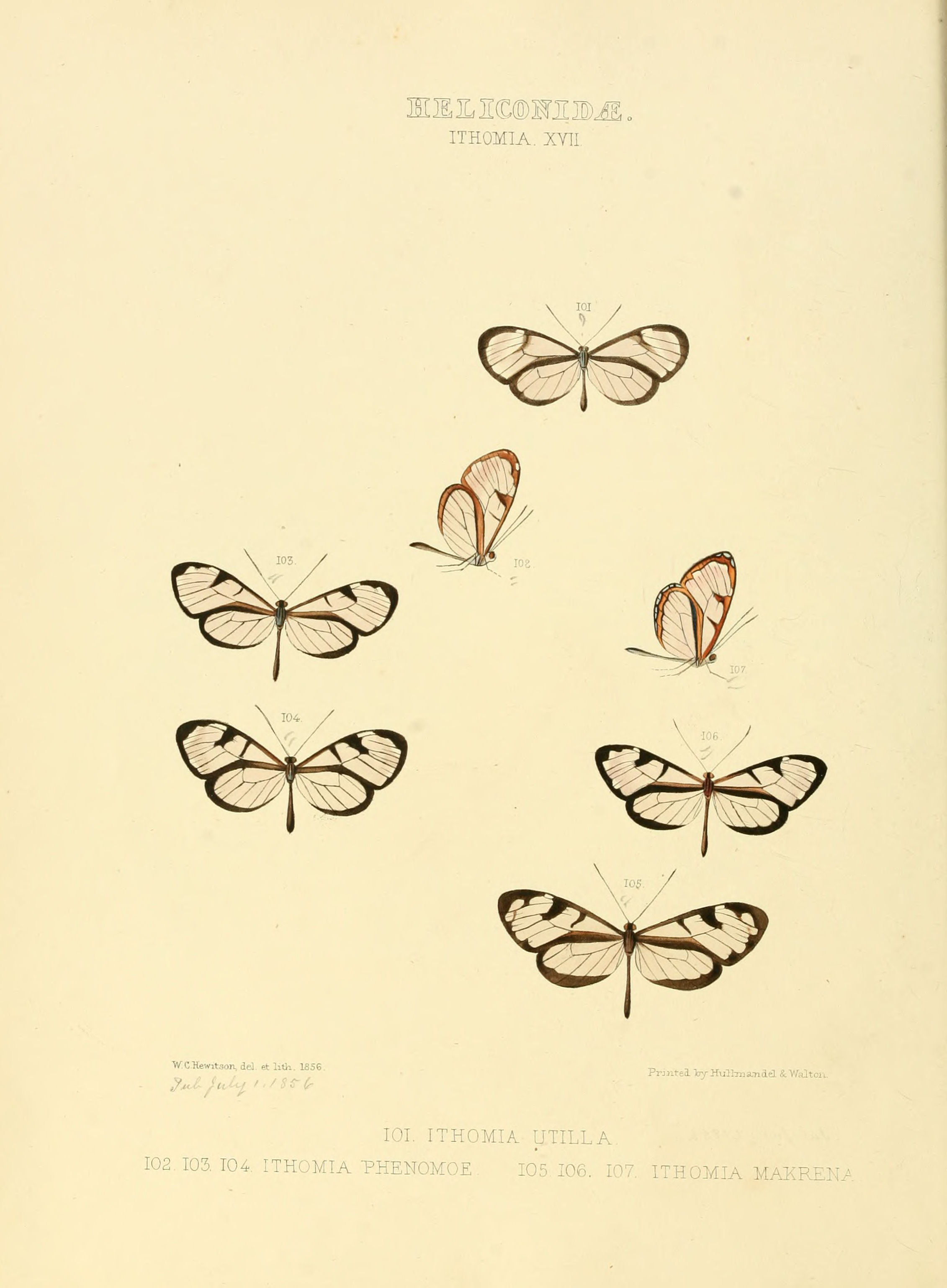